# Panicum chapadense
Panicum chapadense es una especie botánica, gramínea perenne rizomatosa, de la subfamilia de las Panicoideas. Es originaria de Brasil.

## Descripción
Es una planta perenne con vainasparecidas al papel; pubescente. Los culmos erectos; con una tamaño de 50-150 cm de largo; no hinchados  o hinchados en la base; formando cormos. La lígula es una membrana ciliada; de 0,1-0,2 mm de largo. Hoja cordadas en la base, lanceoladas. Las láminas foliares; de 10-25 cm de largo; 15-30 mm de ancho. Hoja con ápice acuminado. La inflorescencia compuesta de racimos numerosos; transmitidas a lo largo de un eje central; unilateral; de 1-7 cm de largo. El eje central de la inflorescencia (4-) 9-32 cm de largo. Raquis angular; escabroso en la superficie; con pelos dispersos.

## Taxonomía
Panicum chapadense fue descrita por Jason Richard Swallen  y publicado en Los Angeles County Museum Contributions in Science 22: 8, f. 4. 1958.
Etimología
Panicum: nombre genérico que es un antiguo nombre de latín para el mijo común (Setaria italica).
chapadense; epíteto geográfico que alude a su localización en las Chapadas.
Sinonimia
- Ichnanthus gardneri Mez
- Ocellochloa chapadensis (Swallen) Zuloaga & Morrone
- Panicum pirineosense Swallen[4][5]